# Challenger Britania Zavaleta 2001
Il Challenger Britania Zavaleta 2001 è stato un torneo di tennis facente parte della categoria ATP Challenger Series nell'ambito dell'ATP Challenger Series 2001. Il torneo si è giocato a Puebla in Messico dal 19 al 25 novembre 2001 su campi in cemento.

## Vincitori

### Singolare
Miguel Gallardo-Valles ha battuto in finale  Zbynek Mlynarik per 6–2, 6–3.

### Doppio
Jonathan Erlich /  Andy Ram hanno battuto in finale  Marco Chiudinelli /  Tuomas Ketola per 6–4, 6(5)–7, 6–1.